# Partit Democràtic de l'Azerbaidjan (iranià)
Partit Democràtic de l'Azerbaidjan (iranià) fou un partit democràtic i d'esquerres, creat amb el suport de la Unió Soviètica que fou fundat per Jafar Pishevari a Tabriz, Iran, el setembre de 1945. El novembre va assolir el poder a la província de l'Azerbaidjan que havien ocupat els soviètics el 1941 i que ara havien d'evacuar. El partit va formar un govern Nacional de l'Azerbaidjan que va governar la regió fins al desembre de 1946. Ocupada Tabriz pel govern central persa de Teheran, els líders van fugir a la URSS i el partit va desaparèixer. La seva bandera agafava els colors nacionals de l'Iran amb l'emblema al centre. Aquesta bandera va servir de facto com a bandera de l'estat autònom i del govern nacional fins al maig de 1946, quan Pishevari va haver d'adoptar una bandera amb els mateixos colors però amb el símbol nacional monàrquic persa al centre, després d'un acord amb el govern de Teheran.